# 佐藤円香
佐藤 円香（さとう まどか、1988年6月14日 - ）は、日本のアイドル。千葉県出身。クレアトゥール所属。足のサイズ24cm。

## 略歴
2008年コカ・コーラCFに出演。2010年たかの友梨広告掲載。そして2010年から2013年の4年間Annie Braidalモデルに採用。2014年キャバクラアイドルユニット アイドルピット一期生メンバーとして2014年4月9日にCDデビュー。

## 人物
趣味：犬、お酒、料理。趣味：美容、料理。短所：人見知り。好きなスポーツ：器械体操、バレーボール。好きな色：青、白。好きな動物：犬。口癖は！『まどかね...』
妹がいる。

## 作品
- アイドルピットデビューCD「狙いうち」全4曲＋DVD(MV) (2014年4月9日発売）[3]
  - 通常版：アイドルピットバージョン。
  - 限定A版：カラオケ館・チームトリプルワンバージョン。

曲目
1. 狙いうち　。
2. カワイイダケジャダメカシラ
3. 狂わせたいの
4. キレイニナリタカッタ。